# Катюхинцы
 Катюхинцы  — деревня в Орловском районе Кировской области. Входит в состав Орловского сельского поселения.

## География
Расположена у юго-западной окраины села Цепели.

## История
Известна с 1678 года как починок Кирюшки Котюхина с 4 дворами, в 1764 году (деревня Котюхинская) 53 жителя. В 1873 здесь (деревня Котюхинская или Котихины) дворов 20 и жителей 166, в 1905 21 и 68, в 1926 (Катюхинцы) 20 и 94, в 1950 14 и 43, в 1989 году 15 жителей. С 2006 по 2011 год входила в состав Цепелевского сельского поселения.

## Население
Постоянное население составляло 9 человек (русские 100%) в 2002 году, 8 в 2010.